# رباط جو خواه
رباط جو خواه مربوط به دوره قاجار است و در روستای جوخواه، از توابع بخش مرکزی شهرستان طبس واقع شده و این اثر در تاریخ ۱ آذر ۱۳۷۸ با شمارهٔ ثبت ۲۵۰۵ به‌عنوان یکی از آثار ملی ایران به ثبت رسیده‌است.